# 東京メッツ
東京メッツ（とうきょうメッツ、Tokyo Mets）は、水島新司の野球漫画『野球狂の詩』およびその続編『野球狂の詩 平成編』『新・野球狂の詩』『ブル』『ストッパー』などに登場する架空のプロ野球チーム。
『新・野球狂の詩』において化粧品会社に譲渡され、札幌華生堂メッツ（さっぽろかせいどうメッツ、Sapporo Kaseido Mets）となる。

## 概要
東京倶楽部として発足（実在した同名のチームとは関係ない）。発足が戦前か戦後かは不明。戦後の五利らが現役の時代には東西対抗（オールスター）のメンバーが全員東京倶楽部の選手で、五利が「メッツ最強の年やった」と懐かしんでいることから、2リーグ分裂前に優勝もしくは強い時代があったと思われる（『メッツ本線』）。1948年に鉄五郎が自己最多の15勝を挙げた（『よれよれ18番』）とある事から、五利が最強の年と言っているのは1948年 - 1949年近辺と推測される。1950年の2リーグ分裂時に球団名が東京メッツになり、セントラル・リーグに加盟した。
『野球狂の詩』当時、メッツの対戦相手は阪神タイガースや中日ドラゴンズ、大洋ホエールズ、広島東洋カープなどが多く、読売ジャイアンツ（巨人）選手の登場は『バットファーザー』などのオールスター戦や、『おれは長島だ』で長嶋茂雄などが登場、または話題になっている程度。『恐怖のTO砲』では、TO砲のデビュー戦となった阪神との試合で、岩田鉄五郎と五利監督が「長嶋の現役最後のシーズンが始まった」との主旨の会話をしている。『水原勇気編』では本編では巨人との対戦シーンはまったく無く、作中で王と張本のアベックホーマーの記事について言及するシーン（しかも水原勇気初登板初勝利の記事に押されて三面に追いやられている）や、武藤の夢の中で水原が王から三振を奪うシーンがあるのみである。
原作での東京メッツのユニフォームはジャイアンツのものに似ている。ただし、アニメ版では青を基調にしたものとなっており、印象は全く異なる（MLBのニューヨーク・メッツに近い）。
初期の東京メッツの所属する作中のセントラル・リーグには、他に架空球団大阪アパッチ（一部は「東京アパッチ」の描写あり。後に大阪ガメッツとなる）があり、8球団制。平成編の初期のみ架空の球団がメッツ含めて4球団の10球団制であり、『野球狂の詩　平成編』の単行本2巻、P.63・P.64には、メッツ・ガメッツ以外に「高知」の球団が描写されている。後に出てくる順位表などでは8球団となっており、残りの2球団の名前は登場しなくなる。これはおそらく肖像権の問題などでセの実在球団および選手を出すことに躊躇があったための設定と思われる。
メジャーリーグのニューヨーク・メッツとは提携関係という設定がある。
東京メッツの親会社は、『恐怖のTO砲』で「東京インスタント食品」として名前が登場したのち、「メッツ食品」という名前が登場している。これは球団名に合わせて後日改名したと解釈される。「T,Oヌードル」を世に出したのは1973年 - 1974年で、日清食品のカップヌードル（1971年 - ）があさま山荘事件（1972年）で有名になって間もない時期であり、さらにこの直後の1975年初めにサンヨー食品が「サッポロ一番カップスター」を発表している。後にメッツは『野球狂の詩外伝』において甚久寿の父親が社長の野呂建設に買収されたが、オーナーと球団名はそのままであった。
『新・野球狂の詩』では、化粧品会社「華生堂」に売却される。その売却と同時に、2001年から本拠地を東京都（国分寺市）から札幌市に移転し、「札幌華生堂メッツ」に改称し現在に至る。2004年から日本ハムファイターズが札幌ドームを本拠地としたが、リーグ違いの本拠地共有球団という設定であった。

## 本拠地
- 国分寺球場（東京メッツ時代）:東京都国分寺市恋ヶ窪にあるという設定の野球場。神宮球場をモデルにしたとされ、実写版の映画、テレビドラマでも神宮球場で撮影が行われたことがある。ただし、外観のモデルは川崎球場、『平成編』でのスコアボードのモデルは後楽園球場である。
- 札幌ドーム（「札幌華生堂メッツ」への名称変更・札幌移転後）

## ドラフト指名、テスト入団など
国立の現役1年目を1973年、火浦健の現役1年目を1974年とすると、メッツのドラフト指名は以下のようになる。
1972年の夏の甲子園で白新高校は準優勝し、メッツが国立を指名、同期の学友・山井英司を阪神タイガースが5位で指名するが山井は入団せず。
1973年から国立玉一郎が現役開始。（ただし、『野球狂の詩』の外伝的作品である『野球大将ゲンちゃん』では、主人公・力道元馬、および鉄五郎の孫・武司の出生年である1970年秋の時点で、玉一郎は「メッツの主砲」と呼ばれ、4番打者を務めている）
1973年11月のドラフトで王島大介が阪神タイガースから指名され、学友の山川投手は太平洋クラブライオンズから指名された。阪急ブレーブスが江川卓を、大洋ホエールズが山下大輔を指名。このとき、メッツは財政上の理由で江川らを避けて唐部と丘を指名し、12月の入団テストで火浦健が国立を三振にとり、入団決定。
1973年秋から1974年春までのオフ、TO砲がT,OヌードルのCMキャラクターに。
1974年に入った入団テストで長島太郞が4年目で合格。春から火浦とTO砲が対阪神タイガース戦で別々に現役デビュー。立花薫もこの時期の入団と思われる。
また、TO入団後のドラフトで野村南海が新潟西高校の日下部を指名するが本人は早稲田に入学、学友の富樫をメッツが指名。
TOの人気で岩田とオーナーは「これで江川を指名できる財力ができた」と言っていたが、74年秋のドラフトでメッツが指名した相手は日下部で（作品では富樫のメッツ入団から4年たったことになっている）、日下部は岩田鉄五郎との電話で入団を承諾。
75年秋のドラフトでメッツが水原勇気を指名し、76年から現役開始。
岩田鉄五郎は山田を、五利監督は不知火または中西球道の獲得を検討していたが、山田や岩鬼が指名された1994年秋のドラフト会議にはメッツは参加していなかった。

## 優勝歴
以下に優勝が確実なものを挙げる。
1. 五利監督での初優勝（『よれよれ18番』。『新・野球狂の詩』10巻にて1969年と公式認定されているが、阪神タイガースのオーダーに1971年入団の中村勝広がいるため、現実に合わせれば掲載時の1972年）
2. 虎谷のサヨナラ本塁打での優勝（『ガニマタ』。賞状からすると1973年）
3. 岩田武司が誘拐され、岩田家が脅迫された試合で国立がサヨナラ本塁打で優勝を決める（『脅迫スリーラン』。年数は不明）
4. 火浦が新人王、国立が本塁打王の年（日本シリーズの相手がロッテオリオンズであることから1974年と推測される。→ただし、『おれは長島だ』ではメッツは最下位、優勝は現実と同じく中日ドラゴンズ、という設定）
5. 札幌華生堂メッツとしての優勝が2004年と2005年

以上の6回。
また、岩田鉄五郎監督のもと優勝2回、2位2回、3位1回（『あて馬』）の記述を加えると優勝は8回になる。
1975年は5位、水原1年目の1976年は優勝の可能性がある。また、昭和40年代（西暦では1965年から'74年）に優勝を4回（または6回）も果たしているにも関わらず、『新・野球狂の詩』にて鉄五郎や五利が「昭和50年代はメッツ黄金期」と発言をしている。1978年は阪神タイガースと並んで7位であったのは確認されている（『野球狂の詩外伝』）。
1997年の『野球狂の詩平成編』の1話では20年間連続Bクラスといわれており、これだと上記の発言とは矛盾する。
また、1974年以前6（8）回の優勝も、上記『俺は長島だ』の中日ドラゴンズ優勝、読売ジャイアンツV10阻止の記述で全否定されてしまう。
ただしこの辺の辻褄の合わなさは読み切り重視の水島漫画の通弊とも考えられる。
札幌華生堂メッツになってからの2001年以降は順に、2位・4位・2位・1位。1位。'01年と'03年はいずれも、最終戦までもつれた末の僅差での2位であった。
2005年は日本シリーズで「ドカベン」山田太郎らを擁する東京スーパースターズと対決、日本一を逃した。

## 主な選手・球団関係者

### 『野球狂の詩』より登場
岩田鉄五郎（いわた てつごろう）
野球狂を謳う球界の至宝。「球聖」の異名を持つ。オーナーにも食って掛かり喧嘩できる人物である。200勝しての400敗は、自己最多が15勝の投手の気の遠くなるような現役投手としての勲章である。左投左打、背番号18。作中の設定で日本球界でフォークボールを投げた投手第1号。水原入団前の50代現役投手時代から、五利監督と対等の選手兼任助監督かヘッドコーチのような役割で、練習でのノックや入団希望者との接触、ドラフトでのくじ引きもやっている。愛称は「鉄っつぁん」。投げるときには「にょほほほ〜」という掛け声を出す。現在は兼任の監督として80歳を越えて投げ続ける鉄人。水原とバッテリーを組んだ時は、日本プロ野球史上初の左の捕手となった。なお、打撃にも自信があるのか、数回の代打（うち1回は野手の島に替わって出て、力道玄馬からタイムリーを放っている。）や決勝スクイズなどのシーンもある。主演作は『よれよれ18番』、『脅迫スリーラン』、『鉄五郎のバラード』、『ズタズタ18番』など多数。
『あて馬』では監督、続く『ジンクス』では監督の座を五利に譲ったという設定だが他の回では一貫して現役投手だったという設定になっている。『野球狂の詩平成編』の第一話では数年前に引退したことになっているのだが後の『新・野球狂の詩』では一貫して現役を続行していたと思われる描写も見られる。
岩田鉄五郎は水島作品の多くに登場しているが『あぶさん』（南海ホークスのスカウト）や『平成野球草子』などでは同じ名前の全くの別人として登場している。
水原勇気（みずはら ゆうき）
1975年ドラフト1位（アニメでは1977年ドラフト1位）、女性初のプロ野球選手。背番号1。左のアンダースロー。
「ストレート変化球」（現在で言うところのムーヴィング・ファストボールだという説がある）および魔球「ドリームボール」をキメ球にストッパーとして活躍。ドリームボールの「唯一球」で王（原作では対戦無し）、谷沢、ミヤーン（原作ではシピン）、田淵、若松、衣笠という1978年当時のセの強打者たちをしとめた。
『ストッパー』では登場せず。
『平成編』の当初では一般人になっていたが、行方不明の鉄五郎の捜索活動・国立珠美のプロ入りに尽力し、のちコーチに。以降は現役に復帰し投手も兼任、大リーグ移籍も噂されるなど最初の現役時以上の活躍を見せている。現在の背番号91。茜という娘（1997年現在で中学生）がいるが、苗字は水原のままであり、結婚などの詳細は不明。
五利一平（ごり いっぺい）
現役時代は捕手。戦後まもなくの強打者で178本塁打で.308、976打点。引退後は監督・コーチを歴任（作中では基本的には監督だが、鉄五郎が監督の場合はヘッドコーチ）。監督として3回以上の優勝歴あり。背番号110。『一本バット土俵入り』では「五利大作」と表記されている。2話目の『よれよれ18番』から登場しているが、主演作は7巻（単行本）収録の『監督はつらいよ』のみ。
『ドカベン ドリームトーナメント編』において、新潟ドルフィンズのヘッドコーチとして登場。
吉田心太郎（よしだ しんたろう）
交通事故に遭った母親と生き別れ、警察官夫婦のもとに引き取られてすくすくと成長。弱小明訓高校を優勝に導き、メッツに入団、1年目に31勝（新人王、最多勝、沢村賞）、2年目32勝（最多勝、防御率1位）3年目に36勝を挙げMVP、と3年で99勝挙げた怪童。しかし4年目の開幕戦で肩を痛め以後二軍、バッティング投手。記憶障害を負った母親の治療費を稼ぐ為に奮起。7年ぶりの先発で100勝目を達成する。右投右打、背番号18。のちに『乞食打者』で再登場しているが、アンダースローになり、背番号は今度は岩田清志と同じ21番に変更になっていた。主演作は一話目の『ふたり心太郎』。
国立玉一郎（くにたち たまいちろう）
「スラッガー藤娘」と呼ばれる強打名守の三塁手で、メッツの主砲。白新高校出身。右投右打、背番号29。
端正な美貌の持ち主で、歌舞伎の名門国立屋の七代目、女形役者である。呼び名の通り、十八番の演目は『藤娘』。国立屋は先々代までパッとしなかったらしいが、玉一郎の父親の『勧進帳（弁慶）』と玉一郎の『藤娘』により持ち直した。ただし、父親の弁慶は加齢と共に衰え、それによる迫力低下が見えており、玉一郎には歌舞伎に専念して欲しいと強く思っている。
弟に小学生の玉二郎がおり歌舞伎役者を志している。母親は「玉一郎の『藤娘』と比較してはかわいそうです」と貶しているが、小学生ながら『藤娘』や『鏡獅子』を見事にこなしており、その技量、才能はけして低くない。
球界入りを反対した父と鉄五郎との約束で「初打席が三振なら即引退」とされたが、初打席は国立の大ファンである阪神・大文字から逆転サヨナラ本塁打。なお1年目（おそらく1973年）は舞台との両立の為に東京限定で試合に出場、打率.333、10本塁打を記録。打撃もさることながら、蝶が舞いハチが刺すような優美な守備も超一流。初主演の『スラッガー藤娘』では1年限りの現役生活で、引退後は歌舞伎の世界へ戻ったことになっているが、他の話では引き続きメッツで野球を続け、1974年には本塁打王を獲得。スポーツ記者の山井英治とは、高校時代同じ野球部だった。主演作は『スラッガー藤娘』、『豪打鏡獅子』の二作。『野球狂の詩・平成編』から登場する国立珠美は実娘。
『ドカベン ドリームトーナメント編』において、新潟ドルフィンズの選手として登場。
火浦健（ひうら けん）
メッツの不動のエース。右投右打。背番号14。北海道出身、人呼んで「北の狼」。タイガースの王島大介は生き別れの双子の弟。実母・加代がつけた名は「一郎」。
育ての親である侠客・政を殺した暴力団組長に報復し、傷害罪で2年間服役。その後テスト入団でメッツ入り。74年20勝を挙げ最多勝利と新人王獲得しメッツの優勝に貢献。阪神戦で9回二死満塁のピンチにストレートかと思うほどスピードの乗ったドロップで弟・王島大介を三振に打ち取り、その夜に実母と再会。以後、同居を始める。翌75年も連続の20勝で最多勝利獲得。主演作は『北の狼・南の虎』。
引退後大阪ガメッツの監督となり、後に兼任投手に。その時の背番号は90。妻・彩子を結婚後2年で亡くしている。『平成編』（『一郎二郎』、『南の虎再び』）において初めて、王島大介に兄弟であることを告げた。後に『ドカベン　ドリームトーナメント編』において、その王島と同じ阪神タイガースの選手として登場し、兄弟で同じチームという実母の願いが叶った。阪神での背番号は014。
後年では「義父を殺されて敵討ちした結果、刑務所に服役した」という設定では少年誌で描きづらいためか、『ドカベン　ドリームトーナメント編』では「ヤクザの義父が疎ましくなって一時期は野球も学校も辞めた」という設定に改変されている。
岩田清志（いわた きよし）
入団からわずか6年で連続20勝、通算152勝挙げている右の下手投げ投手（この段階で父である鉄五郎は53歳でありながらまだ149勝であった）。右投右打。背番号21。火浦健の入団までは、メッツ投手陣の屋台骨を支える大エースであった。火浦の入団後も、日の本、日下部、立花らと共に先発ローテーションの一角として活躍。鉄五郎の娘・塁子と結婚し、婿養子として岩田家に入る。岩田武司の父である。現役時代は鉄五郎に引退を勧告するなどしばし対立。引退後は仕事でアメリカへ移住。孤児院で育ったといい、旧姓不明。2話目の『よれよれ18番』から登場しているが、主演作は3巻（単行本）収録の『脅迫スリーラン』のみ。
千藤光（せんどう ひかる）
高校時代にノーヒットノーラン2回、甲子園決勝戦を完全試合で栃木県代表・江川一高を優勝に導き、1972年メッツにドラフト1位で入団（ただし高校最後の夏の大会は1973年の夏の大会で、メッツ入団後に出場したオールスターゲームも1973年のもの）。投手としてだけでなく、強打と俊足を生かして走・攻・守に派手なパフォーマンスを得意とする「ショーマン投手」。右投右打。背番号11。のち、打撃と足を活かすため遊撃手に転向。俊足強打の三番打者として国立の前を打ち、活躍する。登場当初は長髪であったが、オールスター戦でホームインした際に、実は十円ハゲを隠すためのカツラであった事が発覚。その後はパフォーマンスが裏目に出て野次の集中砲火に遭い、一時は引退を決意する。しかし、岩田鉄五郎の言葉に心機一転、スキンヘッドとなる。遊撃手転向後は以前と同じ長髪のカツラを着用しているが時折はずしているシーンもみられる。主演作は『ショーマン投手』。
島小太郎（しま こたろう）
プロ入り11年目から15年目まで相手先発投手の左右を知るための「あて馬（偵察要員）」としての出場のみという長い雌伏の時を経て、33歳でレギュラーになった二塁手。右投右打。背番号3。「〜ぞなもし」という伊予方言の台詞から、愛媛県出身と思われるが、詳細は不明。鉄五郎がレギュラー陣のあまりにも不甲斐ないプレーに切れて脳溢血で倒れた際は適切な応急処置を行い、その後、鉄五郎の指名で最終戦に監督代行を勤め、スタメンの一軍野手を全員「あて馬」にして、二軍選手を主体としたメンバーで主力選手と対立しながらも、見事にAクラス入りを決める勝利を収める。試合を決めたのは二軍選手として登録をしていた代打・島のサヨナラ内野安打。5年間もの『あて馬』生活中も常に用具の手入れを怠らず、いつでも出場できる状態を保つなど、鉄五郎をして「18と並んで3も欠番」と最高級の賛辞を贈らせた選手で、「野球は魂でやるんだ」の名ゼリフを残した。『ガニマタ』では3番、『スラッガー藤娘』『乞食打者』では4番を打っており、遅咲きながら打撃で好成績を収めたと推測される（後年のエピソードでは2番や6・7番などの下位打線の一角として活躍している）。主演作は『あて馬』。
実は、主演作の『あて馬』以外ではセリフが全く無い。また、本来似ていない島と虎谷がしばしば混同されて描かれていた。力道玄馬に対して、投手の岩田鉄五郎が代打に送られた場面もある。
『へい!ジャンボ』では、同姓同名、顔もそっくりのヤクルトアトムズの捕手が登場する。
野呂甚久寿（のろ じんくす）
名前は「甚九寿」または「甚久須」と表記される場合もある。外野手（主に中堅手）。両投両打。背番号03。背中のローマ字表記は英語の「JINX」ではなく、「JINKUSU（登場直後のエピソードでは「NORO」という表記もあった）。投打とも左右がしばしば変化している。
飄々とした風貌で、グリグリ眼鏡のド近眼。彼の「ジンクス」はもはや超能力か預言の域で、五利監督らメッツナインを騙して無理やり倉庫に監禁し、それによって彼らの命を飛行機墜落事故から救った。国立が不振でスタメンを外れた際には、三塁を守ったこともある（『豪打鏡獅子』）。水原の助力を得て1979年、7年目にしてヤクルト・安田から初ホームランを打つ。この試合で岩田鉄五郎が200勝を達成している。実は78年末にメッツを買収した大日本建設の御曹司である。主演作は『ジンクス』。
『ドカベン ドリームトーナメント編』において、新潟ドルフィンズの選手として登場。
河野（かわの）
甚久寿の言葉通り「北北西に進路を」とった選手。当時10年目、不振でレギュラーをはずれていた。いわゆる水島風の「長島茂雄」顔のひとりである。右投右打、背番号10。安打を打った場面のない選手の一人。登場作は『ジンクス』のみ。
虎谷虎之介（とらたに とらのすけ）
強打だが痔疾の捕手。主演作『ガニマタ』においては35歳の4番打者。右投右打、背番号69。
1973年、勝った方が優勝の試合に持病のいぼ痔で欠場するも、医師である兄の指示で、鉄五郎から荒療治を受けて代打出場。阪神・江夏豊から代打サヨナラ優勝本塁打を打つ。以降、76年に帯刀守が入団するまでメッツの正捕手の座を守りつづけたベテラン。兄、長男ともに彼とそっくりの顔である。『ガニマタ』以降は6･7番の下位打線を打つようになっている。
『ドカベン ドリームトーナメント編』において、新潟ドルフィンズの選手として登場。
金太郎（きんたろう）
乞食打者。一塁手、右投右打、背番号1→55（日下部了の入団に伴う）。登録名は「乞食金太郎」。主演作は『乞食打者』。
大きな体とおっとりした性格の怪力のスラッガー。前年メッツの1位指名を巨人志望という理由で拒否しながら、翌年、金満球団・大阪アパッチに指名されると、喜んで入団した超高校級投手・北大路数人の幼馴染（金太郎からは「数ちゃん」と呼ばれている）。その北大路と草野球で対戦しホームランを打ったことがある「金太郎」（実は10歳の時（本編の6年前）の話）という少年の噂を聞きつけた鉄五郎ほか各球団スカウトのマークに会うが、たまたま国分寺球場の外野席で食事を作っていたところをメッツナインと知り合い、それが元で金太郎の正体を知った鉄五郎の即断でメッツに入団、その日の試合で0対0の9回裏代打で登場、北大路から場外ホームランを放ち（精神年齢が10歳のままの金太郎には昔のままの「数ちゃん」の球に見える）、メッツは苦手・北大路からついに初勝利する。
『ドカベン ドリームトーナメント編』において、広島東洋カープの選手として登場。
丘知将（おか ともまさ）
「恐怖のTO砲」の背の低い方。外野手、右投右打。背番号10→77（富樫の入団時に譲って変更）。
1973年秋のドラフト2位で草野球チーム（中町）から入団（当時24歳）。出来高給選手。ライバルである唐部からは「おかちめんこ」と呼ばれている。左目の瞳を止めたまま右目の瞳を動かすことができる。
プロ入り初打席では阪神の江夏からピッチャー強襲の内野安打で出塁、出塁していた唐部を生還させ初打点を叩き出すと同時に、江夏を負傷降板させ、ボーナスを主張するも鉄五郎に却下される。この打点が決勝点となり、メッツは開幕戦を飾る。その後、新潟での阪神戦ではスミ1となるホームランをたたき出し、富樫平八郎に初勝利をプレゼントした。主演作は『恐怖のTO砲』。『監督はつらいよ』では作者が五利監督と混同したか、試合終了後の場面で丘が岩田に関西弁で「なんやて」と言い、丘の背番号が110になっている。
『ドカベン ドリームトーナメント編』において、新潟ドルフィンズの選手として登場。
唐部大樹（とうべ たいき）
「恐怖のTO砲」の背の高い方。外野手。左投左打、背番号16。
1973年秋のドラフト1位で草野球チーム（旭町）から入団（当時24歳）。出来高給選手。ライバルである丘からは「唐変木」と呼ばれている。
長身と長いリーチを活かし、打席の一番前に立っていかなる変化球も変化する前に叩くという特技を持つ。プロ入り初打席で江夏からヒットで出塁、相手のミスを誘い強引に二塁打にした後、丘の内野安打で生還する。岩田鉄五郎が海王と対決した大洋戦では、8回裏に鉄五郎の執念のスクイズで決勝のホームを踏んだ。立花薫が初登板した対阪神戦では初回先頭打者本塁打を記録。主演作は『恐怖のTO砲』。
『ドカベン ドリームトーナメント編』において、新潟ドルフィンズの選手として登場。
富樫平八郎（とがし へいはちろう）
新潟西高校ではライバル日下部の影に隠れ、高校時代1球しか公式戦で投げる機会がなかったものの1970 - 1973年（正しい年度は不明）3位指名でメッツに入団した投手。背番号10。右投右打。4年間の下積みを経て地元新潟での阪神戦に先発。自宅で末期癌の父親が見守る中、9回表一死二塁のピンチに遠井吾郎をピッチャーライナー併殺に打ち取り、初勝利を挙げる。その直前に父親は息を引き取っていた。その後、腱鞘炎で投手を断念。恋人夕子の言葉を聞き入れ努力の末打者に転向、転向後、初打席ではサヨナラホームランを放って日下部に勝利をもたらす。その後「やるだけやってみる。それでだめなら、魚屋の嫁だ。それでもいいか?」と夕子にプロポーズ。その後は、逆境に強いメッツの代打の切り札としてさまざまなエピソードで活躍している。勇気編では外野手として出場、水原勇気初登板のオープン戦では阪神のルーキー・沢村から甚久寿に代わって代打出場し、大量点のきっかけとなるヒット、公式戦でも水原の初リリーフ時に日の本に代わっての代打ホームランで決勝点を叩き出し初勝利をプレゼントしている。
『ウォッス10番』・『ガッツ10番』・『スラッガー10番』の10番3部作に主演。本作は少女漫画家里中満智子との合作で、里中は主に女性や子供の作画を担当。
日下部了（くさかべ りょう）
新潟西高から早稲田大学を経て1974年ドラフト1位でメッツに入団した投手。右投右打。背番号1、のち水原勇気に譲って20。富樫の同級生で対照的な日のあたる道を歩いてきた生まれながらのスター選手。
メッツに入団した年度は、作中のどの描写を基準にするかで判断が分かれる。
日下部が早稲田大学に進学し、同学年の富樫がメッツに入団したのはTO砲入団後なので73年ドラフト以降だが、劇中で4年たって日下部がメッツから指名されたドラフトは昭和49年（1974年）のもので実質、1年しか経っていないことになってしまう。そのオフが過ぎて富樫（5年目）と日下部（1年目）が一軍入りして臨んだ1975年5月7日（のはず）の試合は、描かれたカレンダーの曜日からみて1974年のままであり、対戦相手の阪神の監督は金田正泰のままで、1975年からの吉田義男になっていない。
また、同じ1974年に発表された『ルーキー15歳』では、火浦と日下部の間で立花薫が投球練習をしており、対戦相手の阪神の監督はやはり金田正泰。さらに、『おれは長島だ』では昭和49年（1974年）10月14日の長島太郞の最後の試合で投手の名が「日下部」となっている（詳しくは「野球狂の詩」→「矛盾点」参照）。
1976年シーズン前半、水原勇気のドリームボールの存在がもとでチーム内に亀裂が生じかけた時に、ドリームボールに関わる説明を迫る日下部に「日下部よ、たった2年プロの飯を食ったぐらいで…」と鉄五郎が返しているところから、週間連載以降の時系列では74年の新人ということになり、火浦・唐部・丘らと同期入団ということになる（そうなるとその4年前の富樫入団時に「先輩である」丘が背番号10を「俺の栄光の10番を譲るんだからがんばってくれよ」と言って譲るシーンに矛盾が生じる）。ちなみに立花薫も74年に入団のため彼と同期のはずだが、水原入団時1976年春のオープン戦では、阪神に滅多打ちに会い「打たれています。ルーキー・立花」と新人扱いされている。主演作はないものの、冨樫の主演作、『ウォッス10番』・『ガッツ10番』・『スラッガー10番』全てに出演。
日の本盛（ひのもとさかり）
投手、右投右打、背番号17。野球よりも酒が好きな男。酒なしならエース級の実力を秘めた主戦ならぬ酒仙投手。ナインは何とか酒を取り上げようとするが、様々な小細工でマウンドに酒を持ち込み試合中でも酒を飲もうとする。ピンチを迎えたマウンド上で酔いつぶれて寝込んでしまうこともしばしば。読みきり連載時はどちらかといえば飄々としたマイペースな男として描かれていたが、勇気編では、ドリームボールの存在をチームメイトにもひた隠しにする鉄五郎に反発し、怒りのあまり利き腕の右手で鉄拳を振るう激情家の一面も見せる。名前の由来は清酒の銘柄「日本盛」から。容貌のモデルは、声優の山田康雄（山田は連載当時、日本盛のテレビＣＭに出演していた）。この縁か、後に本作がアニメ化された時は、山田が日の本役を担当している。主演作は『よっぱらい投手』。
権田権介（ごんだ ごんすけ）
外野手。選球眼の良さを見込んで五利が獲得した選手。れっきとした登録選手だが、おとなしく自己主張しない性格なため、普段は裏方のような仕事をしている。国立は彼を信頼しており、よくヘルメット内側のクッション張りなどを頼む。対中日戦、秋田から上京した家族の前で金太郎の代打として出場。星野仙一からサヨナラとなる四球を選ぶ。のちに勇気編ではマネージャーとなっている。右投右打、背番号90。主演作は『どんじり』。
北海安吉（ほっかい やすきち）
内野手。背番号0。右打。通称あばしり安。鉄五郎によると国立に負けない程のスラッガーらしいが、作品中では1度もバットを振っていない。網走出所後、国分寺球場に直行するも、間一髪間に合わず。翌日のアパッチ戦で9回裏・満塁の場面で代打出場、相手のビーンボール紛いの投球に怒りを抑えつつ、顎をかするデッドボールを選んで出塁、連敗を32で止めた。その後、相手投手に激怒した鉄五郎をかばって、代わりにアパッチ選手ほぼ全員を一人でノックアウト。そのまま網走に逆戻りすることになる。その後、伊達源三郎と牢獄内で会話しているシーンもある。鉄五郎を「親分」と呼ぶ。主演作は『あばしり安』。『ストッパー』では復帰したらしくベンチに姿があったが、結局作中ではその実力は描かれないまま。途中でチャーリー・レーンに背番号も奪われてしまった。
帯刀守（たてわき まもる）
1975年、水原に次ぐドラフト2位で、ノンプロの音羽建設から入団した強肩強打の捕手。女性の水原が自分を差し置いてドラフト1位に指名されたことを不満に感じ一時は入団を保留するが、岩田鉄五郎に促されて水原の球を受けてみてその理由を納得、入団を決意した。入団1年目からベテランの虎谷に代わり捕手のレギュラーを獲得。後に『ストッパー』などでは三番や五番を打っていたことから打撃でも非凡であったと推測される。右投右打、背番号22。
立花薫（たちばな かおる）
15歳の最年少、右の下手投げ投手。背番号19。小さな体と地面すれすれの低い位置からのアンダースローを武器にメッツに入団。大財閥の名家・立花家の御曹司。20時になると家に帰り、家族と食事をする家訓のためいつも完投できなかったが、構えを低くする戦法ではじめて打ち込まれた対中日戦、20時前最後の打者、谷沢健一を討ち取る為に自らの意思で家訓を破る。マウンドの土を掘っての究極のサブマリン投法で谷沢を三振に打ち取ると、父親はこれを喜び、家訓を22時集合に変更した（ちなみに薫の両親は完全な野球音痴、妹は多少ルールを理解している）。20時に家族全員が集合するという立花家の家訓は、当時の人気番組「8時だョ!全員集合」と絡んでいるとみられる。
前項とも関連するが、当時の女子禁制の野球協約を変更させるために鉄五郎が仕組んだ水原勇気の初登板（対阪神オープン戦）の先発を務めたのは立花であり、初回・阪神先頭打者の中村勝広を打ち取ったところで、水原勇気が2番打者・藤田平の打席から緊急登板をしている（これは、水原を先発にすると連盟から試合開始前の段階で無効試合とされかねないために、鉄五郎が水原の登板を既成事実化するために仕組んだ策略である）。したがって、実は水原はチームが逆転した段階で降板しても、後続の投手陣が抑えれば勝利投手にはなれたはずで、無理に5回を投げ切ることにこだわって田淵幸一に逆転本塁打を浴びる必要はなかったという指摘もされている。これは、おそらくこの試合の描写が長引いて、作者である水島が、実は立花を先発させていた事を忘れていたためと思われる。主演作は『ルーキー15歳』。
長島太郎（ながしま たろう）
巨人・長島（長嶋）茂雄の熱狂的ファンでその真似ばかりしている三塁手。毎年メッツの入団テストを受けては失敗していたが、1974年、50m走6.2秒、遠投90mを記録して、ついに念願かなってテスト合格。背番号「30」を付ける（本人曰く「まったくよけいな0だ」）。前半戦に一軍に上がるも、チャンスで併殺打に倒れ、即降格。その年、メッツの最下位が決まった後（火浦の活躍でメッツが優勝した話と矛盾しているが）、国分寺球場での消化試合の残り5試合で一軍復帰し、島小太郎から背番号「3」を譲り受けて8番サードで先発出場。本家の長島そっくりのフォームで見事な安打・走塁・守備を見せる。後楽園で長島茂雄が現役引退する最終試合と同日の最終戦では、メッツベストオーダーの中、国立に代わって4番サードでフル出場、生涯最初で最後のホームランを放つ。これを最後に自身も現役引退。かつて太郎を笑っていたファンが「まだやれるぞ」というのに対し「でもこれが私の限界です」と答える。鉄五郎は、「ミスターに勝るとも劣らぬものは、燃える心とたゆまぬ努力だ」と賞賛する。右投右打。背番号30→3番（最後の5試合）。主演作は『おれは長島だ!』。
高円寺三郎（こうえんじ さぶろう）
背番号78。捕手。右投右打。192Cm、100キロを超える巨漢。入団4年目にして初のヒットを打っても「外野ゴロ」になってしまうほどの足の遅さ故にその年限りで解雇され、野球を断念して相撲取りに転向。しかし、相撲初白星の際も打撃に想いをはせる野球狂である。その取組には序の口にもかかわらず、鉄五郎、五利、国立から懸賞がついた。主演作は『一本バット土俵入り』。
芦田哲（あしだ てつ）
背番号50。内野手。右投右打。元阪神タイガースの選手。32歳のベテランだが10年間在籍したタイガースを肩や足の衰えを理由に自由契約になり、阪神時代相性がよかった国分寺球場の職員になるため訪問してきたところを、その実績を鉄五郎に買われメッツへ入団（1975年末のマガジン誌上に載った選手名鑑によるとショートが本職らしい）。球場の特性を味方にする頭脳派のいぶし銀の選手。翌年の開幕・阪神戦9回裏のチャンスに代打で登場、降雨中断後の国分寺球場独特の天候を利用し、サヨナラタイムリーを放つ。座右の銘は「敵を知り、己を知り、地の利を知れ」。主演作は『どしゃぶり逆転打』。
浦島大吉（うらしま だいきち）
外野手。背番号8、右投左打。サギ師・平源造のペテンからメッツに入団した貴重な左の代打。金太郎と並ぶほどの巨漢で、悪球打ちを得意とする。実は3年前に阪急からドラフト5位で指名を受けていた元ノンプロの強打者であったが、狭心症の持病のためプロ入りをあきらめていた。そのことを知っていた五利が左の代打要員として獲得、直後の試合で代打として起用され、サヨナラのポテンヒット（平曰く「ペテンヒット」）を放つ。主演作は『ペテンヒット』。
大田原明（おおたわら あきら）
外野手。右投右打。西鉄ライオンズ（後に太平洋クラブライオンズ）時代の全盛期は六番・レフトで活躍し「獅子王」と称されたスラッガー。後に打撃の衰えから太平洋クラブライオンズを自由契約になり、1975年、メッツに拾われた。背番号80。妻亡き後、4人の子供を抱えて頑張る通称「バットファーザー」。移籍初打席で代打逆転満塁HRを放つも、前半戦は不振にあえぐが、子供たちの励ましと努力でオールスターファン投票外野手部門3位で選出され、気迫のバッティングで代打逆転サヨナラ満塁ランニングホームランを放ってMVPを獲得した。主演作は『バットファーザー』。
ジョン・カスター
元大リーガーの50歳で鉄五郎と同年齢の「よれよれ大リーガー」（とはいえ、メジャー在籍期間はわずか7日間である）。右投右打、背番号4。外野手。めったやたらと「突撃だ〜!」を連呼し、チームメイトの士気を鼓舞するが、高齢のため選手としての実力はもはや高くはない。実は、オーナーが衰えの見えてきた鉄五郎に、同年齢のカスターを張り合わせて刺激を与え、闘志を蘇らせるために獲得した。彼のハッパにもかかわらず、なかなかメッツの負け癖は止まらなかったが、ついには彼の身体を張ったデッドボールでの出塁と、代打を拒否した鉄五郎の快打、そして2人の命がけの走塁により逆転サヨナラ勝ちをもぎ取る（その後の話に全く出てこないところをみると、彼はこの年限りで引退・帰国したと思われる）。主演作は『よれよれ大リーガー』。
サバ
アフリカ出身の酋長の息子。一回の説明で野球のルールを覚えるほどの高い知能と、盗塁成功率100%の奇跡の足を持つ代走専門選手。背番号50。通称「はだしの王様」。自然との一体感を大事にし、大地の気を感じ取るため裸足のままプレイする。ほとんどリードもとらず、走るというより「跳ぶ」という形容がぴったりのその走塁はナインを刺激し、積極果敢な走塁を心がけようという機運が生まれ、多くのファンも獲得した。しかし日本の大気汚染公害に体を蝕まれ、静養のためその年限りで帰国。ファンの浄財でチャーターされた特別機（水島作品によく登場するJALのDC-8）でケニアに直航。通訳の名は田尾。主演作は『はだしの王様』。
武藤 兵吉（むとう へいきち）
「軍曹」のあだ名を持つ一軍半の捕手。口はうるさいが人一倍選手思いの人情家。水原のドリームボールは彼の夢から生まれたが、完成を見ず志半ばで広島東洋カープへ移籍。ドリームボール打倒に野球人生を賭けて挑む。『勇気編』は人生を魔球ひとつに賭けてしまう野球狂・武藤の物語でもある。右投右打。メッツ時代は背番号30。カープでは77。なおアニメ版では「ひょうきち」と読まれている。
後に交通事故による下半身不随になってしまい、車椅子生活を余儀なくされる。息子・又三郎（姓名が異なるのは事故後の家庭の事情から）に自ら使用していたバッティンググローブを託し（勇気はこのグローブから又三郎が武藤と親子であることに気づく）自ら成し得なかったドリームボール打倒に挑む。
『ドカベン ドリームトーナメント編』においても元東京メッツ、広島東洋カープの選手として登場。ドリームトーナメントの世界では水原のドリームボールを打った後も引退せず打撃開眼しカープの4番捕手の名選手として現役を続けている。
村田（むらた）
水原の入団する前の1975年に引退した投手。プロ根性から出塁するために自分から球に当たるほどの熱血漢で体にその痣がいくつもある。武藤はそのことを教えるために、手向けとして引退する村田の背中を水原に流させた。
平沢尚利（ひらさわ なおとし）
手薄な左投手の補強のために、1976年春に武藤と交換トレードで広島から移籍してきた左投手。背番号30。移籍後の練習中に火浦に「がんばれよ」と声をかけられ「はい」と答えていたところから、まだかなり若い（20代前半）選手と思われる。1976年開幕2戦目でリリーフで古巣・広島相手に投げたというコマがあるが、投球内容の詳細は不明（この試合では先発・岩田清志以下投手陣が打ち込まれて大敗している）。
小仏善兵衛（こぼとけ ぜんべえ）
東京メッツの2軍監督。現役時代は投手。人の良さそうなとぼけた雰囲気を醸し出しているが、実はかなりの切れ者。1976年初夏には五利の代わりに1軍代理監督も務めた。のちに東京ボッツの監督に就任。背番号119。
大山（おおやま）
東京メッツのオーナー。色々あるが野球とメッツをこよなく愛する男（『よれよれ18番』では松川）。
尻間専太郎（しりま せんたろう）
東京メッツのスカウト。水原勇気を発掘したことは有名。酒飲みであり、同じく飲んべえの日の本と、立花薫も彼がスカウトした。常に笑っているような顔が特徴。1975年オフに、水原登場（週連載開始）まで、週刊連載にふさわしい新たな選手を求めて、彼が全国をスカウトして歩き回る様子が描かれた。がんばれドリンカーズにも登場していて、尻間の発言からすると、メッツのスカウトをクビになり千葉ロッテマリーンズのスカウトになっている。
大空孫市（おおぞら まごいち）
東京メッツの球団職員。いつもは国分寺球場の内外を掃除している。もとは歌手志望。低迷するメッツを応援し盛り上げるために、毎晩8時半に、正体を隠してエルヴィス・プレスリー風の扮装で国分寺球場に神出鬼没に登場、メッツの応援歌を歌うと打線が爆発するようになり、ファンも盛り上がって連勝できるようになった。主演作は『孫市オン・ステージ』。
大島丑吉（おおしま うしきち）
低迷する東京メッツを買いたいと田舎からやってきた老人。第二次大戦で野球選手だった息子を失う。必死で貯めたぼろぼろの300万円でメッツを買おうとし（物価上昇でお金の価値が下がったことを知らなかった）、オーナーと五利に「球団を買うには最低7億要るんだ!」と一笑に伏されるが、鉄五郎が「この金だって尊い血と汗の結晶だ!このお札をよう見てみぃ。」と二人をたしなめ、その金でメッツの1日オーナーになる。その日、大山オーナーと共に観戦し、実に精緻で的確な観察眼でメッツナインの凡ミスとその原因である集中力のなさを指摘、「好球必打」と書かれた息子の形見であるぼろぼろのボールを置いていく。その後、契約金300万でメッツの非常勤顧問に就任。ぼろぼろの一万円札は後日、メッツ選手たちに「臨時ボーナス」として渡された。主演作は『メッツ買います』。
甲賀愛子（こうが あいこ）
東京メッツのマスコットガール。通称・愛ちゃん。実はアパッチのスパイで、女の手練手管でメッツの選手たちを篭絡しアパッチ優勝に一役買う。
しかしその手練は国立玉一郎だけには全く通じず、男なのに女性以上に美しい彼の容姿を見て、敗北を悟る。最後はアパッチを辞め、メッツナインの前からも姿を消した。主演作は『代打くノ一』。

### 『ストッパー』より登場
トニー・スミス
メッツの新外国人。アメリカでは3A止まりでメジャーでの出場経験は無い。ファームで3ヶ月間の調整を経て一軍に上がってきた。首が太いため通称「ノーネックスミス」。背番号00。
チャーリー・レーン
英智大学の国際学部で立川米軍基地出身。1990年ドラフト一位でメッツに指名される。当初はガメッツの三原心平と仲が良かったためメッツ入団を拒否していたが、鉄五郎の説得でメッツ入団。三原との相性が良かったが、終盤になると登場しなくなった。背番号0。
鬼平（おにへい）
ドリームスの我王殺しとして二軍から這い上がってきた、死神のような風貌の選手。背番号40、外野手。
赤間（あかま）
名前だけしか登場しない謎の選手。左投手であるという事しか明らかにされていない。中継ぎか、あるいは谷間かも不明、背番号も不明。

### 『野球狂の詩 平成編』より登場
青田心太郎（あおた しんたろう）
高校時代、天上天下唯我独尊の「鬼っ子」と呼ばれた怪物投手。火浦健が監督のガメッツ志望であったが、1998年メッツに1位指名され、鉄五郎の命賭けの説得により入団する。2004、2005年に18勝、19勝を挙げ連続最多勝利。2004年は自ら劇的なサヨナラ本塁打で優勝を決めた。7年間で100勝を軽く超える。松坂世代の一人。背番号17、右投右打。ただし左打ちで描かれていた事もある。
国立珠美（くにたち たまみ）
国立玉一郎の実娘。水原のおしかけ弟子となり、ドリームボールを修得。家族の反対を受けるもドラフト1位でメッツ入団。以後リリーフ、のちに先発投手として活躍。2005年には13勝を挙げ優勝に貢献。背番号1、左投左打。指名年度は明示されていないが、青田との絡みで実際は1997年冬指名の1998年に入団でないと辻褄が合わない。これは実際には1998年シーズン中に描かれていながら翌年の近未来を描くという読み切りらしい手法から来た弊害である。
宣英光夫（のぶひで みつお）
1993年、6球団競合でメッツ入団。実力はありながら、気の弱さからブルペンエースの域を出ず、4年間勝ち星なし。1998年監督に復帰した鉄五郎に見出され、その「死投」に感動し克服する。以後先発の一翼を担う。右投、背番号56。
羅生門（らしょうもん）
東京メッツ末期の主砲。三塁手。1998年はケガで棒に振ったが、以後も四番打者として活躍。2000年には松井秀喜、岩田武司と本塁打王を争う。初登場時の印象は大きな眼の容貌怪異の巨漢であったが、阪神・力動玄馬をソフトにした容貌に変化。性格は温厚。音武田入団により外野コンバート。2002年期限ギリギリのシーズン途中に、岩田武司との交換トレードで大阪ガメッツに移籍。名前は「あきら」（漢字は不明）。右投両打、背番号10。
乱丸（らんまる）
1998年ドラフト8位でメッツに入団。打撃に難があるものの、1年目から5年近くに渡ってメッツの正捕手として活躍する。しかし鹿島入団後は出場機会が奪われる。右投右打、背番号55。『ドカベンドリームトーナメント編』では青空らと共にソフトバンクホークスに入団、7番捕手で出場、背番号は02。
岩田武司（いわた たけし）
鉄五郎の孫、清志の息子。極秘裏に帰国し、1999年シーズン途中、大阪ガメッツにテスト入団。背番号18。190cmの長身で最速160キロの剛速球投手であるが、致命的なノーコン。並外れた長打力を生かすため打者と投手の二刀流となる。2002年6月30日、羅生門との交換でメッツへ移籍。投手面に期待されての移籍であったが打者に専念。40本前後の本塁打をコンスタントに記録する。右投右打、背番号10。ガメッツ入団のきっかけは、ガメッツのオーナー代行の娘が婚約者だった事。
手塚（てづか）
外野手。3番打者。メンバーの固まった1999年頃から00年までのレギュラーで、以下にあげる選手の中で一番出番もセリフも多い。「（北海道へ）一緒にいきましよう。岩田さんあってのメッツです」のセリフが印象的。その後、2001年以降はレギュラーを外れる。バントの名手らしい。右投右打、背番号3。
堂島（どうじま）
捕手。大きな団子ッ鼻の長身細身の選手。右投、背番号41。
得津（とくつ）
一塁手。6番打者。メガネに長髪を後ろに束ねた長身痩躯の選手。初期はメガネをかけなかった。右投右打（当初は左投で描かれていた）、背番号7。
佐竹（さたけ）
外野手。羅生門と並ぶがっしりした体格の強打者。4番や5番を打つ。左投左打、背番号39。
小山拳太（こやま）
二塁手。1番を打つ。目の細い選手。「早打ち拳太」の異名を持つ。右投左打、背番号4。
難波（なんば）
遊撃手。2番を打つ。右投左打、背番号6。
松尾（まつお）
外野手。珠美の先発試合でフェンス激突のファインプレーをし、担架で運ばれた。背番号8。
バース（ばーす）
岩田武司とグランドで言い合う選手。この試合にしか登場しない阪神のバースに似た選手。この日の試合では、相手のガメッツにもバースという選手が出場している。左打。
俵（たわら）
1999年、火浦のガメッツ初采配の試合で4番を打ち、本塁打を放った。『ストッパー』の俵ガメッツ監督にそっくり。
遠井（とおい）
1998-1999年頃の一塁手。元阪神の遠井吾郎に似ている。4番を打ったこともある。左投、背番号24。
巻田
レギュラーではあるが、詳細は不明。
今尻（いまじり）
97年までのメッツの監督。羅生門の仲人。
本多（ほんだ）
投手コーチ。水島新司の描く西武松沼博久に似た容貌。

### 『新・野球狂の詩』より登場
金村優志（かねむら ゆうじ）
1996年ドラフト3位で浪速北大学から入団。投手兼外野手。左投左打、背番号61。
円山大地（まるやま だいち）
札幌移転の2000年にドラフト1位で早稲田大学から入団。憧れだった巨人への逆指名を表明していたが、地元北海道の球団誕生に心が揺らぎ、長島茂雄の好意でメッツへ。不動の3番打者。山井には国立玉一郎に雰囲気そっくりと発言。外野手、右投右打、背番号29。
音武田祭（ねぶた まつり）
2000年ドラフト2位で入団、メッツ一のお祭り男。打撃・守備共に豪快でかつ華やかさがある。不動の4番打者。帽子は被らず常に捻りハチマキをしている（ただし、入団当初は打つ際にヘルメットはしていた）。主演作『祭の恋』は全盛期をおもわせる水島らしい正統な人情物の傑作短編。山井は北海安吉（あばしり安）が帰ってきた、と発言。三塁手、右投右打、背番号50。『ドカベンドリームトーナメント編』では福岡ソフトバンクホークス秋山監督がトーナメント準決勝勝利のために招集した6人の元札幌華生堂メッツメンバーのひとり。三塁手で4番を打ち、投げては直球のみながら153キロの剛球投手ぶりも披露。背番号は05。
白川虎之進（しらかわ とらのしん）
2000年ドラフト3位で入団。重度の酔っ払い外野手だが、9つのポジションどこでも守れる。2005年の東京スーパースターズとの日本シリーズ第1戦ではDHとしてスタメン起用され、俊足を披露した。山井曰く「のんべの所が日の本盛と風貌がそっくり」。右投右打、背番号9。『ドカベンドリームトーナメント編』では福岡ソフトバンクホークスに入団、左翼で8番を打ち投手も。背番号07。
大岩木昇（おおいわき のぼる）
2000年ドラフト4位で岩手県草笛高校から入団。与作コンビの一人。ひょうひょうとした性格で、山井は甚久寿が帰ってきた、と発言。二塁手、右投両打、背番号2。
鱩 市郎 （はたはた いちろう）
2000年ドラフト5位で秋田電機から入団。与作コンビの一人。既婚入団であり、入団会見には実子を負ぶって登場した。おっとりとした巨漢で、山井は風貌が金太郎とそっくりと発言。一塁手、右投右打、背番号44。「はたはた」は「魚」へんに「雷」で1文字。
青空晴太（あおぞら はれた）
2000年ドラフト6位で入団。バッティングセンターのホームラン王で、鉄五郎に見込まれるも逃げ回るが、国立珠美に一目惚れしメッツ入団。年俸制では実力が発揮できないので、ヒット1本5万円の出来高給選手となった。2001年、地元でのオールスターゲームでは史上初の退場者になった。また、同年優勝のかかったヤクルトとの一戦で一世一代の不覚を犯す。山井は学生帽が千藤光を思わせると発言。遊撃手、右投右打、背番号6。『ドカベンドリームトーナメント編』では元メッツ選手の大量招集に「元・札幌元札幌華生堂メッツの同窓会じゃないか」と発言。背番号08、2番中堅手で出場。
友屋光（ともや ひかる）
ヤクルトを自由契約になり2000年メッツに入団。気の弱さが災いしていたが、水原の機転で克服し、リリーフとして活躍。左投、背番号52。
村雨周道（むらさめ しゅうどう）
2001年ドラフト1位で入団、東京在住で家業の寺院にて住職を務めている。その為に関東限定にて登板することが多い。初打席が代打満塁本塁打。左投左打、背番号0。葬儀先の故人がメッツファンであったため供養にと札幌の試合へ駆けつけたこともある。『ドカベンドリームトーナメント編』では投手を務めるだけでなく強打で一塁・3番も打つ。背番号03。
十勝兵矢（とかち へいや）
2001年、ヤクルト戦で先発していたおそらくローテーション投手。右投右打、背番号19。『ヘイヘイホーとトントントン」に登場。
鹿島新之助（かしま しんのすけ）
2002年、ノンプロ鈴岡組から24歳でドラフト入団。元相撲部の石頭。2003年、入団すぐに乱丸から捕手の正位置を奪取。打撃では2005年に.311、32本と文句なしの成績を収めた。右投両打、背番号90。「猪鹿蝶」トリオの一人。
蝶野誠二（ちょうの せいじ）
2002年、メジャーリーグ・ドジャース傘下の2Aから24歳でドラフト入団。新人の2003年に開幕投手。打撃・走塁にも才能をみせるスイッチピッチャー。両投両打、背番号19。「猪鹿蝶」トリオの一人。
猪又高志（いのまた たかし）
2002年、25歳でドラフト入団。新潟県越後農大出身。白川と並ぶ酔っ払い選手。「たらればスラッガー」の異名を持つ。外野手。左投左打（ただし、東京スーパースターズとの日本シリーズでは、左投げ右打ちで描かれていた。）背番号69。「猪鹿蝶」トリオの一人。
根倉（ねくら）
2002年から一軍。上下横と投げ分ける器用な中継ぎ投手。リードは自分でやり、相手選手のクセを見抜くのが得意なクレバーな選手であるが、協調性には欠ける一匹狼。右投右打、背番号49。『ドカベンドリームトーナメント編』では6番二塁で出場、小刻みな継投の中で投手としても起用され投打でクレバーなプレーをみせる。背番号は06。
針忠助（はり ちゅうすけ）
2003年のドラフト入団。右投、背番号66。
元ハンドボール選手で五利がスカウトした。元恋人とヨリをもどすためメッツに入団。ハンドボールのシュートを応用した投法で、2004年青田を抑えて開幕投手に。
『ドカベン ドリームトーナメント編』においては阪神タイガースの2番・二塁手として出場。

## 備考
『ドカベン』の作中では日本シリーズでの対戦だけでなく、本編においても東京メッツの球団名や、岩鬼正美が岩田鉄五郎のファンである描写もされている。また『大甲子園』にも岩田鉄五郎や五利一平が東京メッツの選手および監督として登場している。『ドカベン ドリームトーナメント編』では当初、新球団が誕生してセパが16球団になった記念イベント、という設定故に矛盾する東京メッツおよび後継チームの札幌華生堂メッツは存在しないように描かれていた。岩田と五利はメッツの存在は明確にせずに「球界の功労者」として描かれており新たに結成された新潟ドルフィンズの監督とコーチとして迎えられた。その後他の選手もドルフィンズの隠し玉として続々登場したほか様々なチームの選手として登場する。途中から当初の設定は忘れられ火浦や武藤、水原らの東京メッツでの過去エピソードが挿入されている。
- 大阪ガメッツ
- おれたち夏希と甲子園

なお、水島の創作では無いが、矢口高雄の『釣りキチ三平』の第8章「シロギスの涙」に、元東京メッツの選手の小田切というキャラクターが登場している。水島の許可を得て描かれた。